# Секедат (Муреш)
Секедат (рум. Săcădat) — село у повіті Муреш в Румунії. Адміністративно підпорядковане місту Совата.
Село розташоване на відстані 256 км на північ від Бухареста, 39 км на схід від Тиргу-Муреша, 112 км на схід від Клуж-Напоки, 115 км на північ від Брашова.

## Населення
За даними перепису населення 2002 року у селі проживали 1038 осіб.
Національний склад населення села:
| Національність | Кількість осіб | Відсоток |
| -------------- | -------------- | -------- |
| угорці         | 929            | 89,5%    |
| румуни         | 89             | 8,6%     |
| цигани         | 20             | 1,9%     |

Рідною мовою назвали:
| Мова      | Кількість осіб | Відсоток |
| --------- | -------------- | -------- |
| угорська  | 932            | 89,8%    |
| румунська | 89             | 8,6%     |
| циганська | 16             | 1,5%     |